# Compsibidion
Compsibidion är ett släkte av skalbaggar. Compsibidion ingår i familjen långhorningar.

## Dottertaxa tillCompsibidion, i alfabetisk ordning[1]
- Compsibidion aegrotum
- Compsibidion amantei
- Compsibidion angulare
- Compsibidion balium
- Compsibidion baria
- Compsibidion basale
- Compsibidion callispilum
- Compsibidion campestre
- Compsibidion capixaba
- Compsibidion carenatum
- Compsibidion charile
- Compsibidion circunflexum
- Compsibidion cleophile
- Compsibidion clivum
- Compsibidion concisum
- Compsibidion crassipede
- Compsibidion decemmaculatum
- Compsibidion decoratum
- Compsibidion derivativum
- Compsibidion divisum
- Compsibidion fairmairei
- Compsibidion graphicum
- Compsibidion guanabarinum
- Compsibidion ilium
- Compsibidion inornatum
- Compsibidion litturatum
- Compsibidion maronicum
- Compsibidion megarthron
- Compsibidion melancholicum
- Compsibidion meridionale
- Compsibidion monnei
- Compsibidion multizonatum
- Compsibidion muricatum
- Compsibidion mysticum
- Compsibidion nigroterminatum
- Compsibidion niveum
- Compsibidion omissum
- Compsibidion orpa
- Compsibidion paradoxum
- Compsibidion paulista
- Compsibidion polyzonum
- Compsibidion psydrum
- Compsibidion pumilium
- Compsibidion punga
- Compsibidion quadrisignatum
- Compsibidion reichardti
- Compsibidion rutha
- Compsibidion simillimum
- Compsibidion singulare
- Compsibidion sommeri
- Compsibidion sphaeriinum
- Compsibidion taperu
- Compsibidion tethys
- Compsibidion thoracicum
- Compsibidion trichocerum
- Compsibidion trinidadensis
- Compsibidion triviale
- Compsibidion truncatum
- Compsibidion tuberosum
- Compsibidion unifasciatum
- Compsibidion vanum
- Compsibidion varipenne
- Compsibidion virgatum
- Compsibidion zikani